# 서네그로스주
서네그로스주(영어: Province of Negros Occidental, 타갈로그어: Kanlurang Negros, 힐리가이논어: Katundang Negros)는 필리핀 네그로스섬 지방에 속한 주로 주도는 바콜로드이며 인구는 3,100,651명(2010년 기준), 면적은 7,926.06 km2이다. 네그로스섬 북서부에 위치하며 북서쪽으로는 기마라스주와 일로일로주, 남동쪽으로는 동네그로스주와 접한다. 서네그로스주에서 생산된 설탕은 필리핀의 전체 설탕 생산량 가운데 절반 이상을 차지한다.
네그로스섬 지방에서 가장 인구가 많은 주이다. 주로 많이 쓰이는 언어는 힐리가이논어(일롱고)이고, 대다수가 로마 가톨릭교회를 믿는다. 인구는 2,907,859명이고, 네그로스섬 지방에서 인구가 집중된 지역이다.

## 지리
서네그로스주는 필리핀에서 3번째로 큰 섬인 네그로스섬의 서쪽에 위치해 있다. 면적은 7,926.06 km2이다.

## 경제
"필리핀의 슈가볼"(Sugarbowl of the Philippines)이라는 별명 답게, 설탕 산업은 서네그로스주의 가장 중요한 산업이다. 필리핀의 총 설탕 생산의 절반이 서네그로스주에서 생산된다. 주로 농장은 비사얀해와 기마라스 해협 주변인 섬의 서북부 지방에 밀집되어 있다. 산카를로스, 라카를로타, 바고, 비날바간, 카방칼란, 실라이 시티(Silay City), 빅토리아스에 대부분의 제분소가 있다. 빅토리아스 제분소는 필리핀에서 가장 큰 제분소이자 세계에서고 가장 큰 제분소와 정제공장이 위치해있다. 설탕은 플랜테이션 농장에서 제분소로 고속도로를 통해서 운반된다.
어업은 주로 카디즈에서 이루어지나, 이 지역 곳곳에 양어장이 있다. 필리핀에서 가장 큰 구리광산 중 하나가 주 남쪽에 위치한 시팔라이에 있다. 또한, 지역마다 가내 수공업이 발달해 있다. 주도인 바콜로드는 서네그로스주의 경제, 금융의 중심지이다.

### 관광
인접한 보라카이섬, 세부, 보홀과 같은 유명한 관광지는 없지만 서네그로스주 북단에 자연 그대로의 화이트비치를 가진섬들이 있다. 카디즈의 라카원섬, 에스칼란테의 주마보섬, 시팔라이 등이 해변으로 유명하다. 또한, 실라이와 탈리사이에 스페인풍의 오래된 저택도 많이 남아있다.섬의 중부에는 온천 유원지인 맘부칼 리조트가 있다. 맘부칼 리조트 내에는 7개의 폭포가 있다. 남부의 카방칼란에는 마가소 폭포라는 유명한 폭포가 있다.

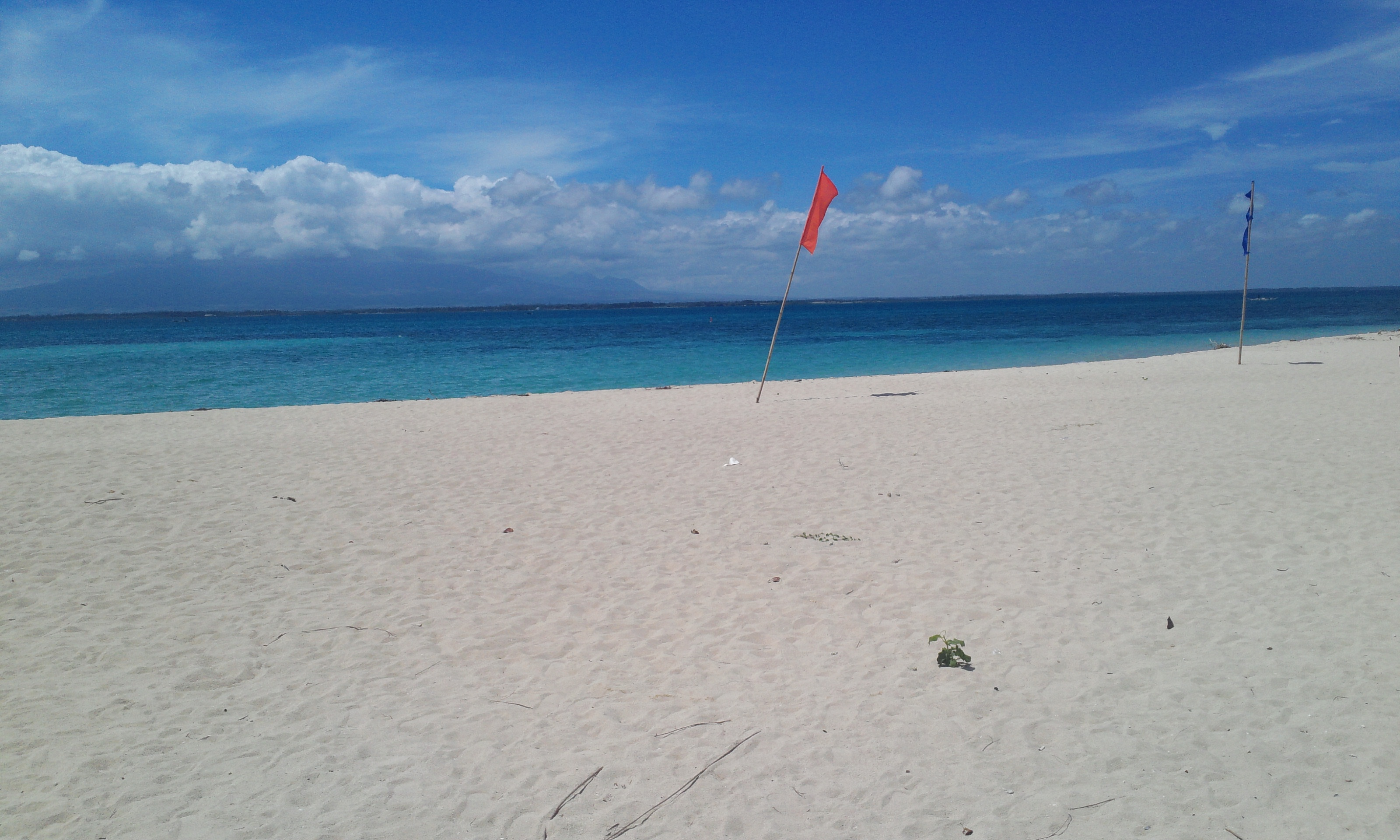
2014년 3월 라카원섬 해변
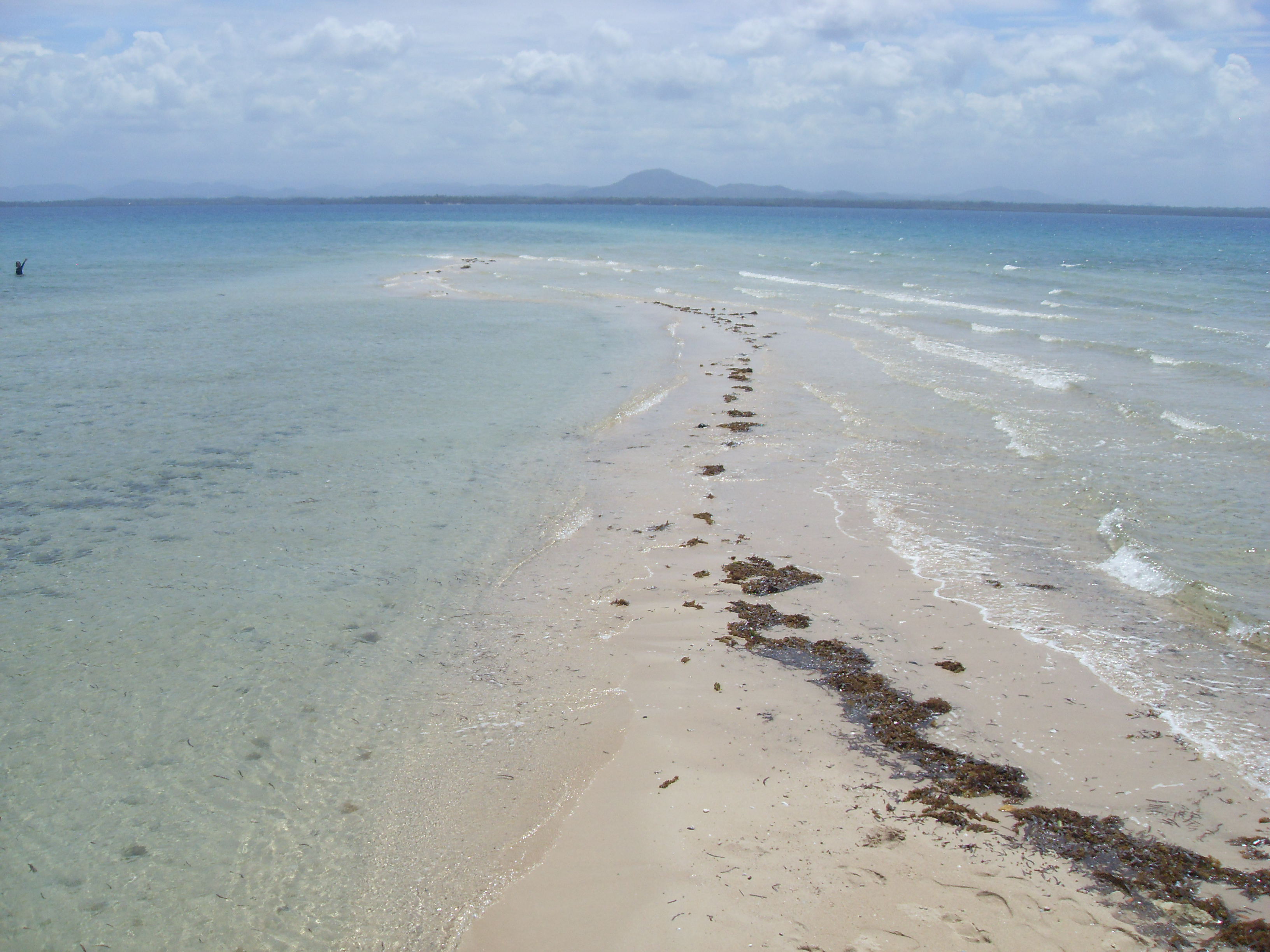
2014년 4월 주마보섬 해변
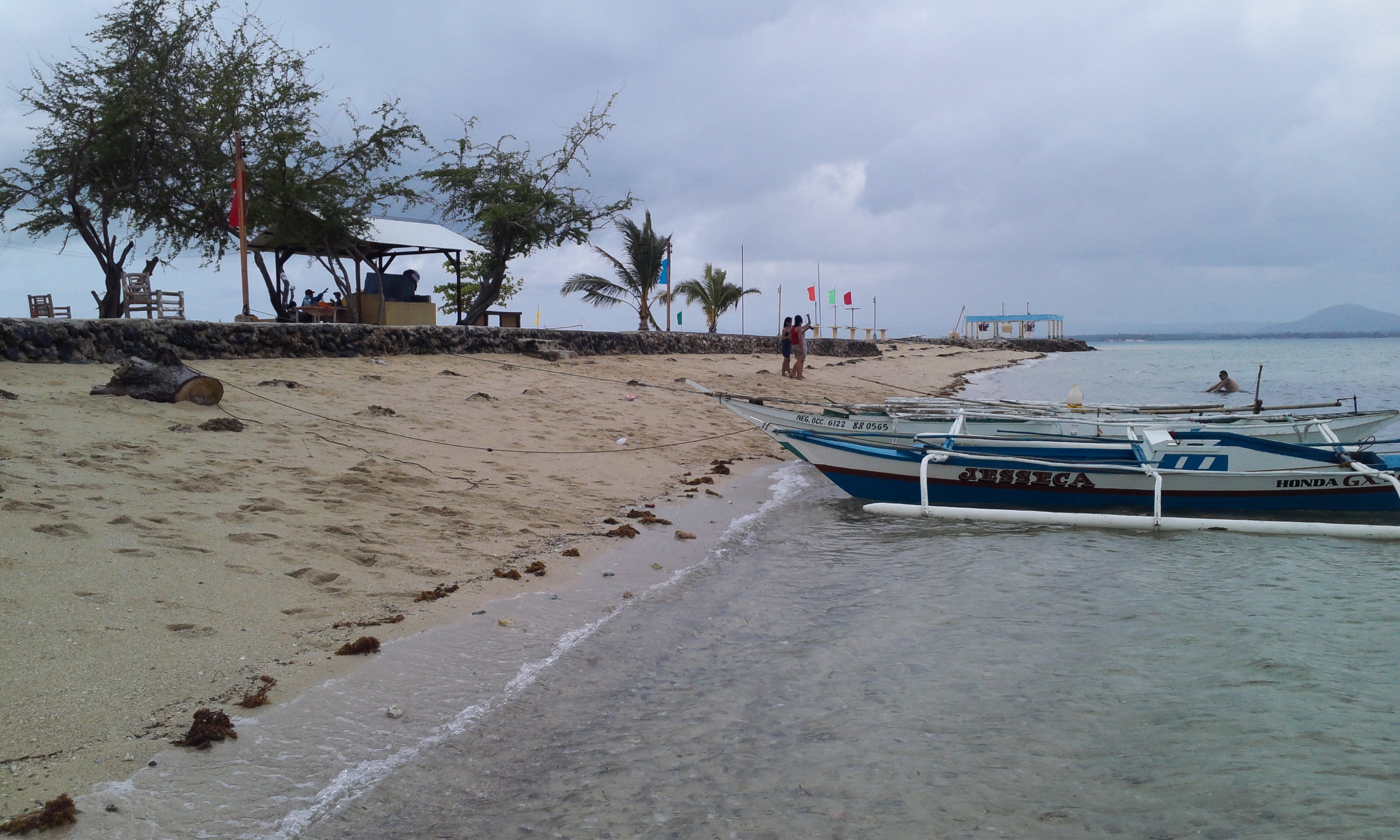
2014년 4월 주마보섬 해변
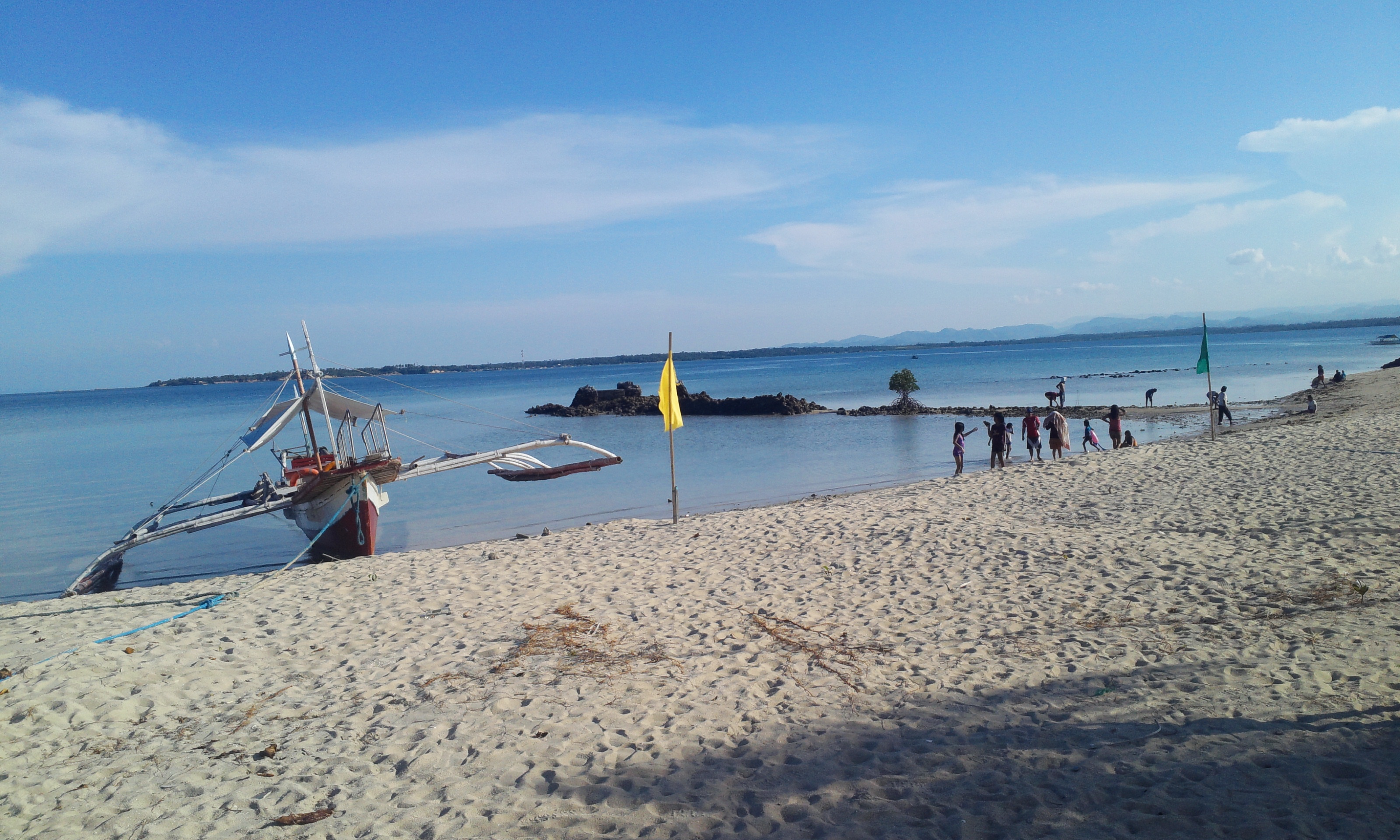
2014년 5월 주마보섬 해변
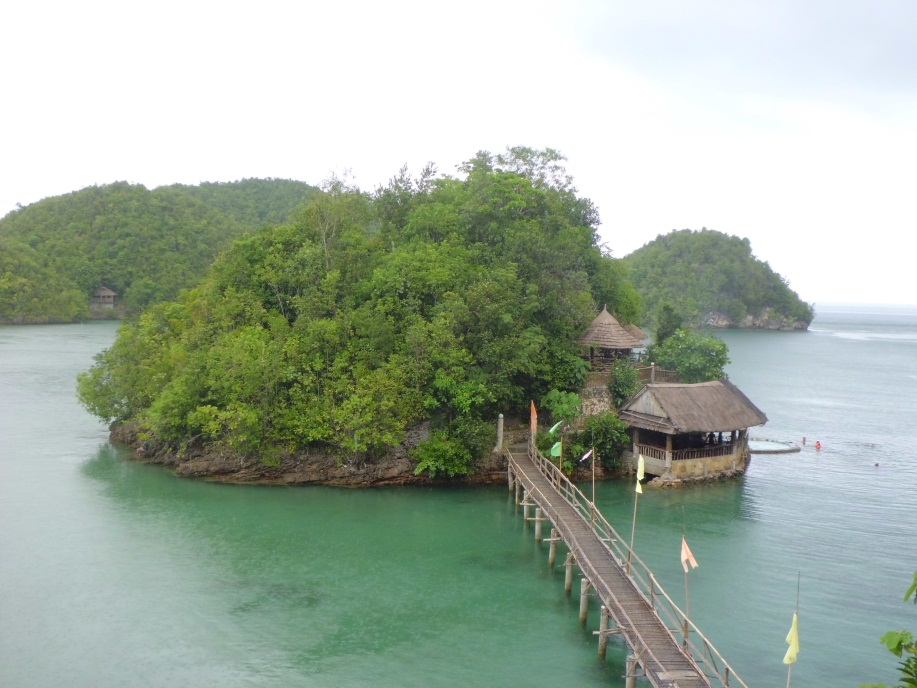
시팔라이 리조트
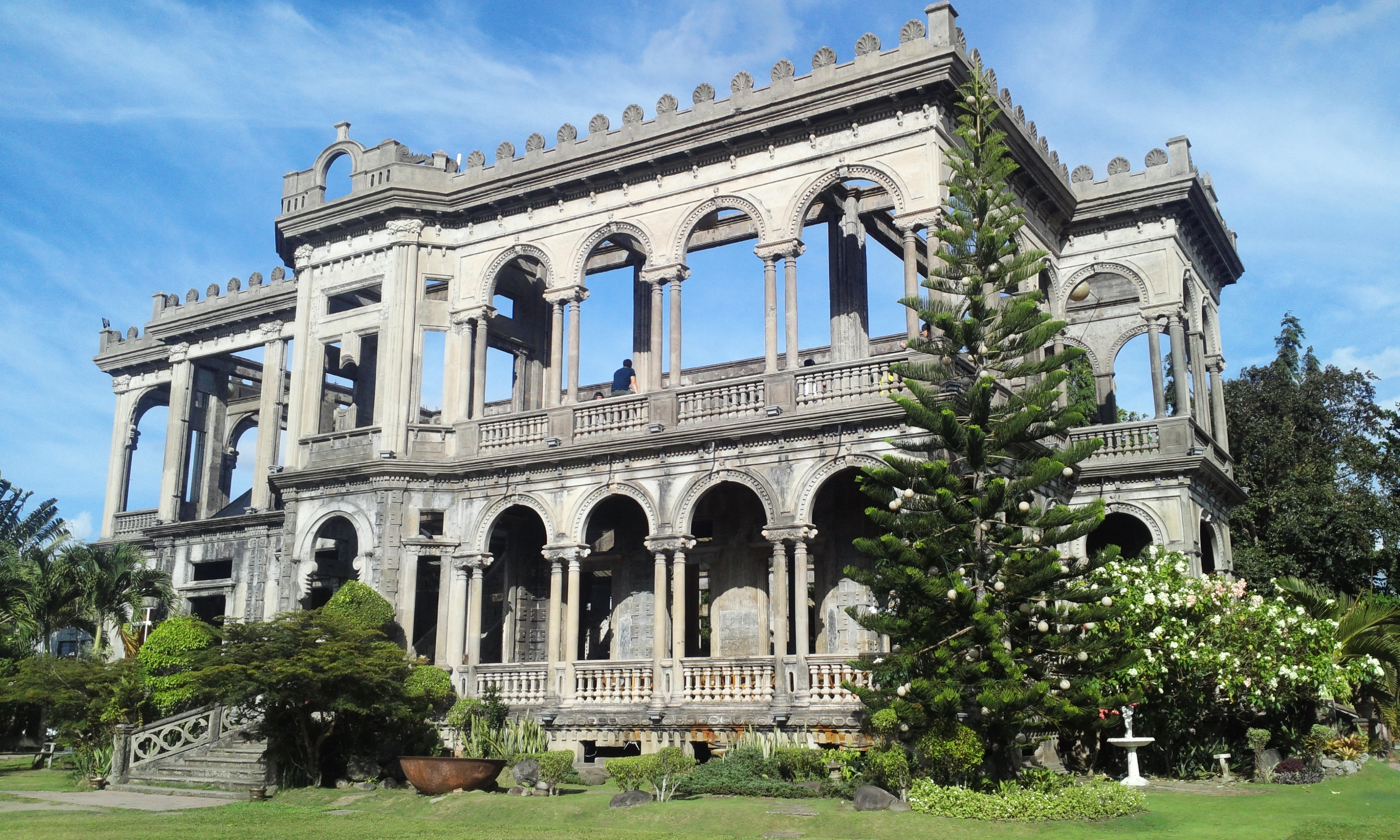
탈리사이 루인즈(Ruins)
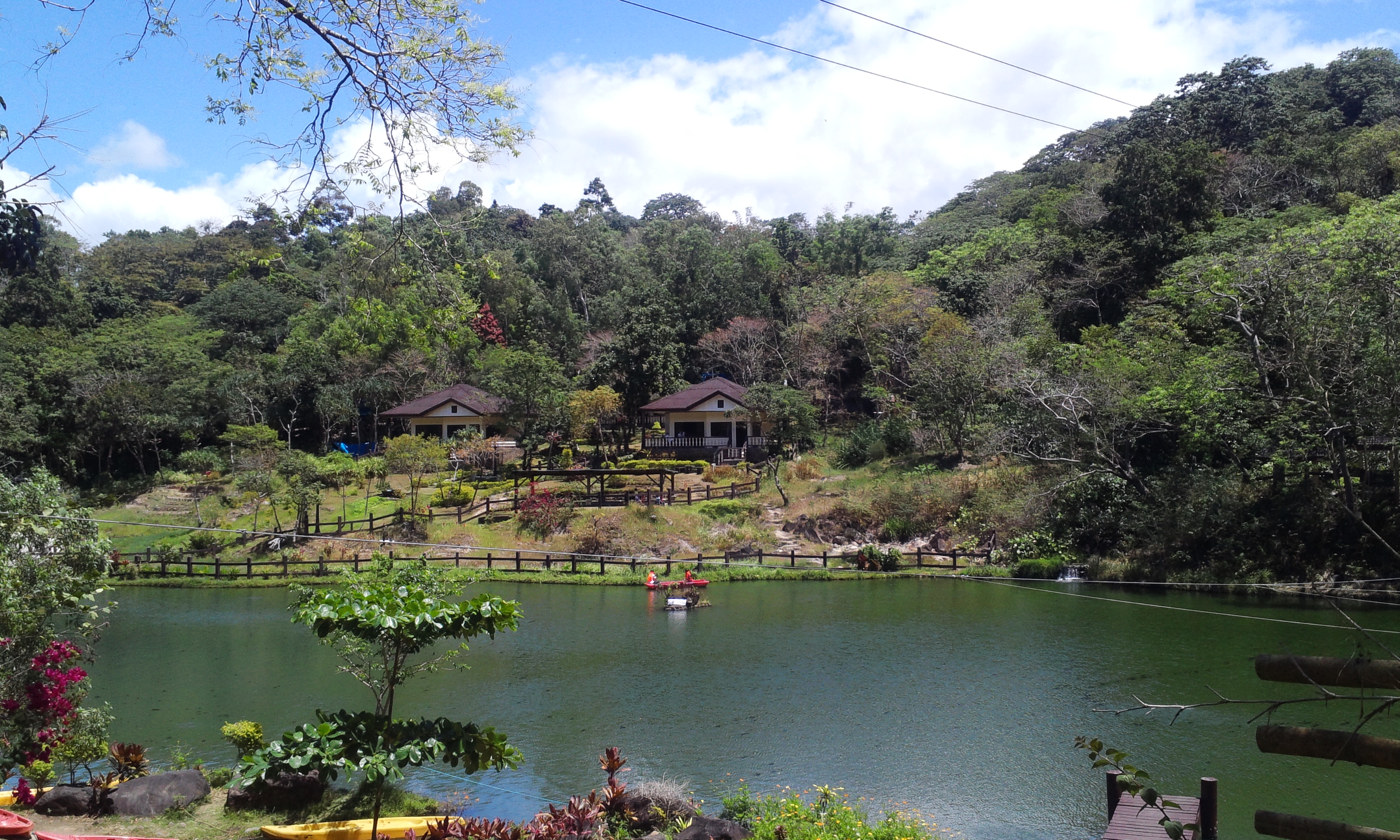
맘부칼 리조트의 호수
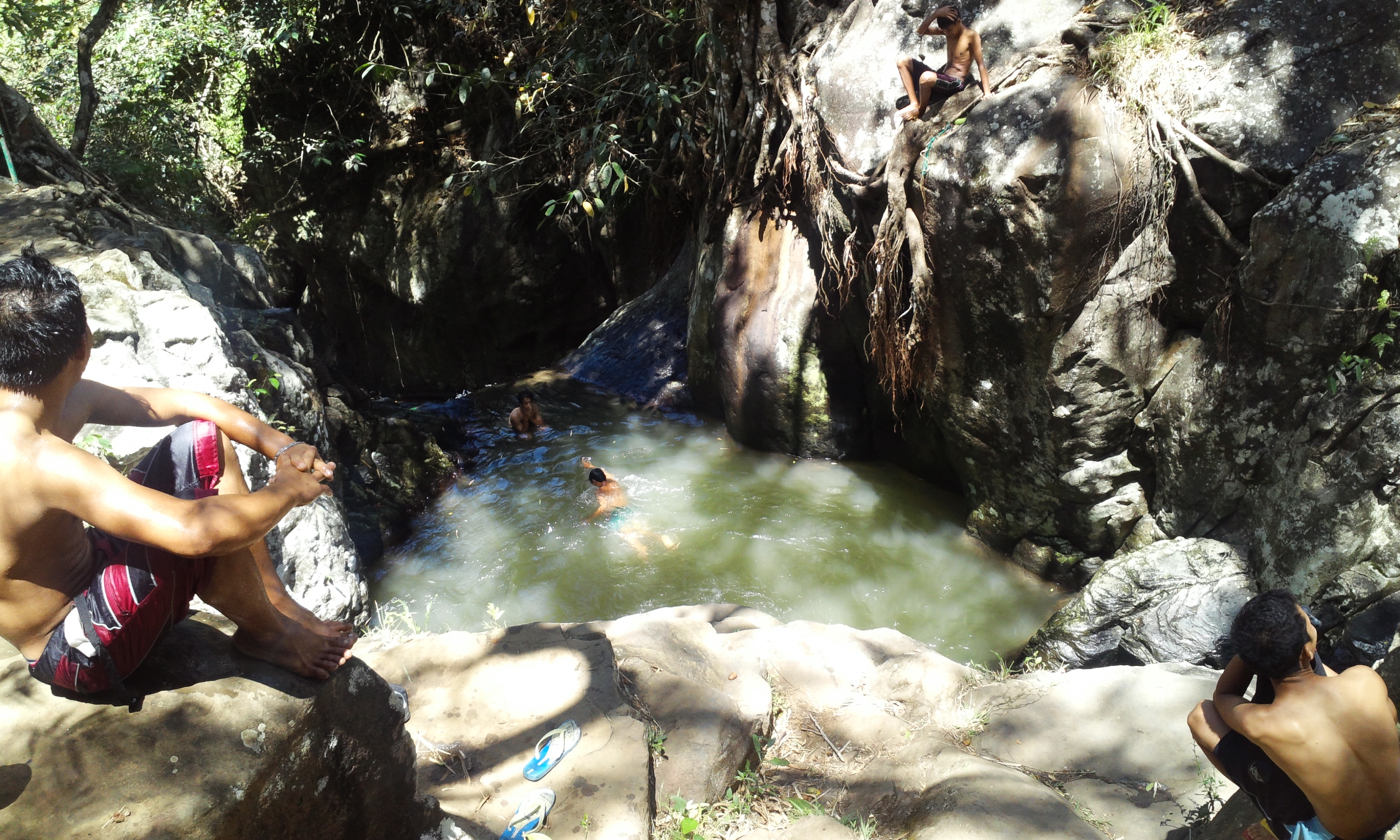
맘부칼 리조트내에 있는 폭포
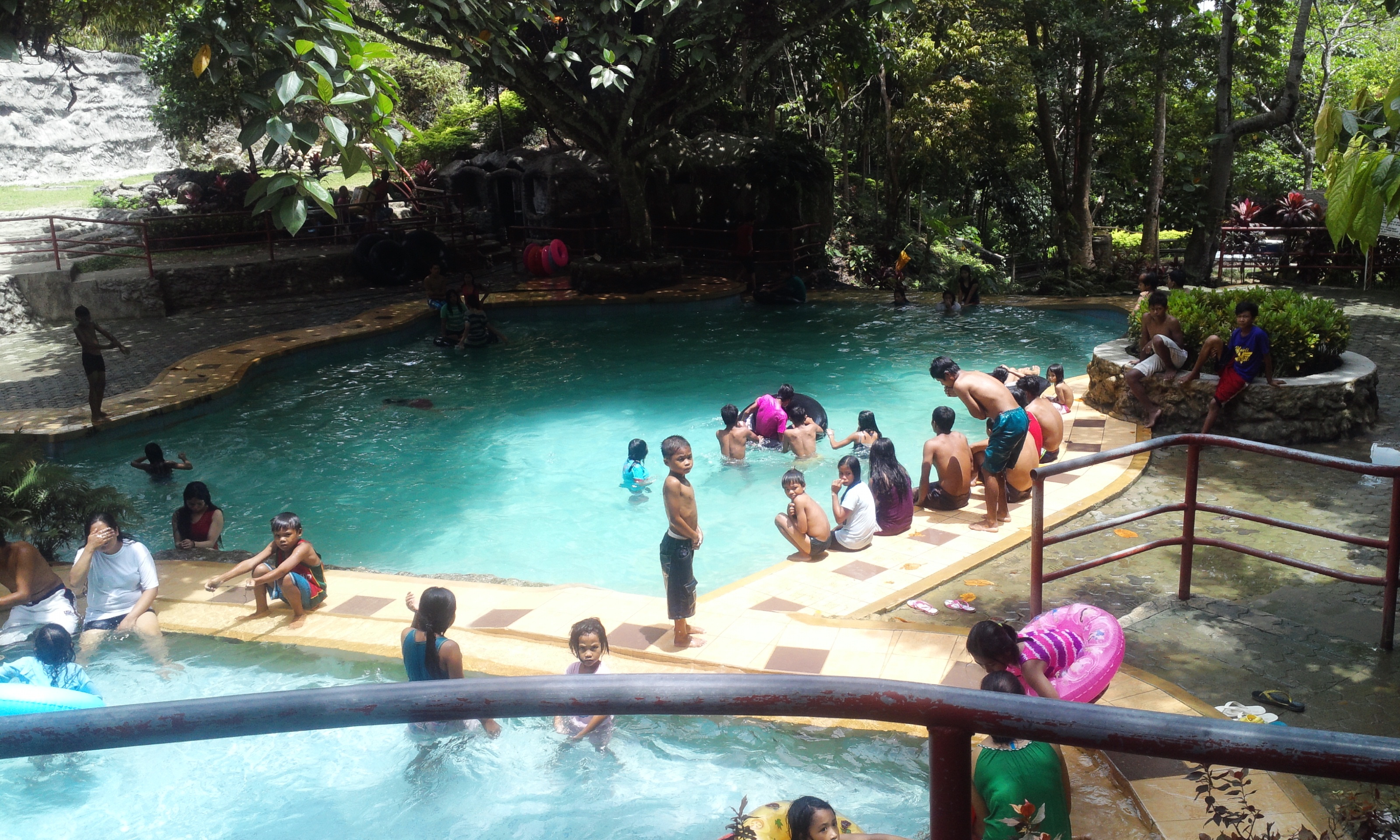
마가소 폭포 리조트

## 인프라
서네그로스주의 주도인 바콜로드에서 비행기로 마닐라까지는 50분, 세부까지 30분이 소요된다. 또한, 배로 마닐라까지 18시간이 소요되고, 일로일로까지 1시간이 소요된다. 또한, 에스칼란테, 산카를로스, 두마게테를 통해서 세부섬에서 페리를 통해서도 접근할 수 있다. 바콜로드에서 두마게테까지 육로로 약 5~6시간이 소요된다.

## 인구
| 연도                                                        | 인구      | ±% p.a. |
| ----------------------------------------------------------- | --------- | ------- |
| 1903                                                        | 308,272   | —       |
| 1918                                                        | 396,636   | +1.69%  |
| 1939                                                        | 824,858   | +3.55%  |
| 1948                                                        | 1,038,758 | +2.59%  |
| 1960                                                        | 1,332,323 | +2.10%  |
| 1970                                                        | 1,316,482 | −0.12%  |
| 1975                                                        | 1,562,400 | +3.49%  |
| 1980                                                        | 1,667,886 | +1.31%  |
| 1990                                                        | 1,892,728 | +1.27%  |
| 1995                                                        | 2,031,841 | +1.34%  |
| 2000                                                        | 2,136,647 | +1.08%  |
| 2007                                                        | 2,370,269 | +1.44%  |
| 2010                                                        | 2,396,039 | +0.39%  |
| 2015                                                        | 2,497,261 | +0.79%  |
| 2020                                                        | 2,623,172 | +0.97%  |
| (excluding Bacolod) Source: Philippine Statistics Authority |           |         |